# Rolf Ericsson
Rolf Ericsson (Stockholm, 1922. augusztus 29. – Stockholm, 1997. június 16.) svéd nemzetközi labdarúgó-játékvezető.

## Pályafutása

### Nemzetközi játékvezetés
A Svéd labdarúgó-szövetség Játékvezető Bizottsága (JB) terjesztette fel nemzetközi játékvezetőnek, a Nemzetközi Labdarúgó-szövetség (FIFA) 1976-tól tartotta nyilván bírói keretében. Több nemzetek közötti válogatott és klubmérkőzést vezetett, vagy társainak segített partbíróként. A svéd nemzetközi játékvezetők rangsorában, a világbajnokság-Európa-bajnokság sorrendjében többedmagával a 22. helyet foglalja el 1 találkozó szolgálatával. Az aktív nemzetközi játékvezetéstől 1984-ben búcsúzott. Válogatott mérkőzéseinek száma: 5.

#### Világbajnokság
1983-ban Mexikóban rendezték az U20-as labdarúgó-világbajnokságot, ahol a FIFA JB hivatalnokként alkalmazta.
| Időpont         | Helyszín                     | Mérkőzés típusa        | Mérkőzés           | Eredmény | Nézők száma |
| --------------- | ---------------------------- | ---------------------- | ------------------ | -------- | ----------- |
| 1983. június 4. | Jalisco Stadion, Guadalajara | selejtező (D. csoport) | Hollandia–Brazília | 1 : 1    | 68 130      |

#### Európa-bajnokság
Az európai-labdarúgó torna döntőjéhez vezető úton Franciaországba a VII., az 1984-es labdarúgó-Európa-bajnokságra az UEFA JB játékvezetőként foglalkoztatta.
| Időpont           | Helyszín               | Mérkőzés típusa           | Mérkőzés  | Eredmény | Nézők száma |
| ----------------- | ---------------------- | ------------------------- | --------- | -------- | ----------- |
| 1967. október 28. | Wankdorf Stadion, Bern | előselejtező (1. csoport) | Svájc–NDK | 0 : 0    | 32 000      |

##### Északi Kupa
| Időpont             | Helyszín                  | Mérkőzés típusa | Mérkőzés         | Eredmény | Nézők száma |
| ------------------- | ------------------------- | --------------- | ---------------- | -------- | ----------- |
| 1981. augusztus 12. | Tammelan Stadion, Tampere | csoportmérkőzés | Finnország–Dánia | 1 : 2    | 4 400       |